# Amila Glamočak
Amila Glamočak, född 19 juli 1966 i Sarajevo, är en bosnisk sångerska.
Glamočak deltog i den bosniska uttagningen till Eurovision Song Contest 1996, där hon vann med låten Za našu ljubav. Hon framförde alla tävlingens åtta bidrag. I Eurovision Song Contest kom hon på näst sista plats med tretton poäng. Hon tävlade åter i den nationella uttagningen 2001 med låten Ljubi me sad (femteplats) och 2003 med Mac sa oštrice dvije (fjärdeplats).

## Diskografi
- Imaš me u šaci (1996)
- Sunce (2003)